# Patonga
Patonga è un sobborgo della regione della Costa Centrale nello stato del Nuovo Galles del Sud in Australia.
Si trova sulla sponda nord del fiume Hawkesbury, a sud-ovest di Woy Woy. Come area di governo locale fa parte del Consiglio della Costa Centrale

## Geografia
Patonga è una piccola comunità fluviale semi-isolata che occupa un'area sabbiosa lunga un chilometro che sporge dal promontorio roccioso ed elevato del Parco nazionale dell'acqua di Brisbane a nord.

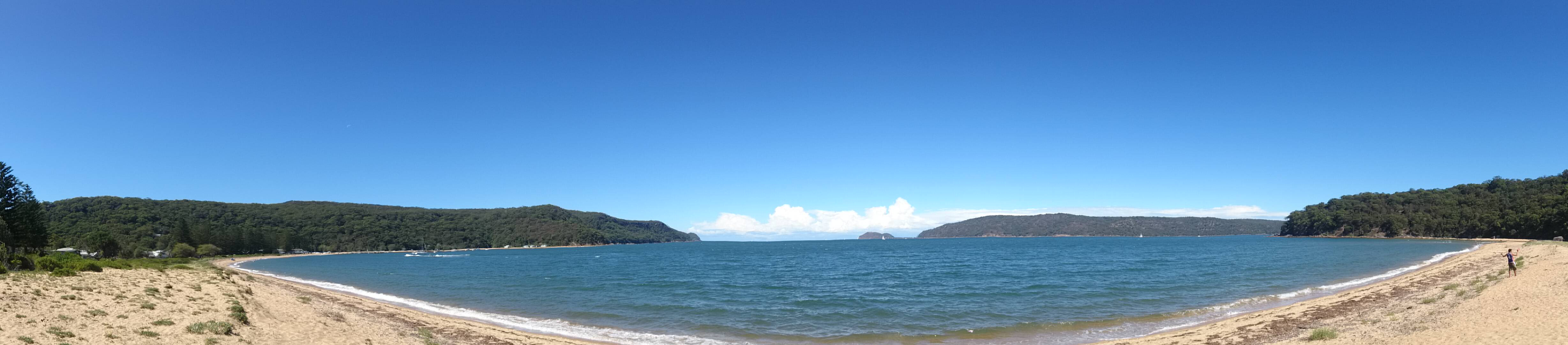
Patonga, NSW

## Infrastrutture e trasporti
Patonga è raggiungibile attraverso la strada Patonga Drive da Uminao dai traghetti provenienti da Palm Beach e da Brooklyn.